# Gillian Galan
Pour les articles homonymes, voir Galan.

a Compétitions nationales et continentales officielles uniquement.

b Matchs officiels uniquement.
Dernière mise à jour le 20 octobre 2021.
Gillian Galan, né le 7 août 1991 à Montauban, est un joueur français de rugby à XV qui évolue au poste de troisième ligne centre au Lyon olympique universitaire rugby, après 13 ans au sein du Stade toulousain.

## Biographie

### Jeunesse et formation
Gillian Galan commence à jouer au football avant de se tourner vers le rugby à XV à l'âge de 8 ans à l'école de Montauban. Il y reste 8 ans et est sélectionné avec l'équipe de France des moins de 18 ans avec qui il remporte le titre de champion d'Europe en battant l'Angleterre 20 à 19 en finale.
Il rejoint ensuite le centre de formation du Stade toulousain à 16 ans. Il gravit alors toutes les marches avant d'être intégré à l'équipe espoir du club lors de la saison 2007-2008. 

### Carrière professionnelle (2011-2021)
Gillian Galan dispute son premier match professionnel avec le Stade toulousain le 16 avril 2011, lors d'un match de Top 14 en fin de saison 2010-2011 contre le RC Toulon. Il profite de l'absence des internationaux du Stade toulousain en troisième ligne (Thierry Dusautoir et Louis Picamoles étant partis en Nouvelle-Zélande pour la coupe du monde 2011, pour gagner du temps de jeu. En effet, lors de la première journée de la saison 2011-2012, il est titulaire pour la première fois alors qu'il n'est encore que stagiaire ; il est élu homme du match malgré la défaite contre l'Aviron bayonnais,. Lors de cette saison, il fait ses premières apparitions en Coupe d'Europe en disputant trois rencontres face à Gloucester, le Connacht et Edimboug. Dès sa deuxième saison chez les professionnels, il joue 19 matchs de Top 14.

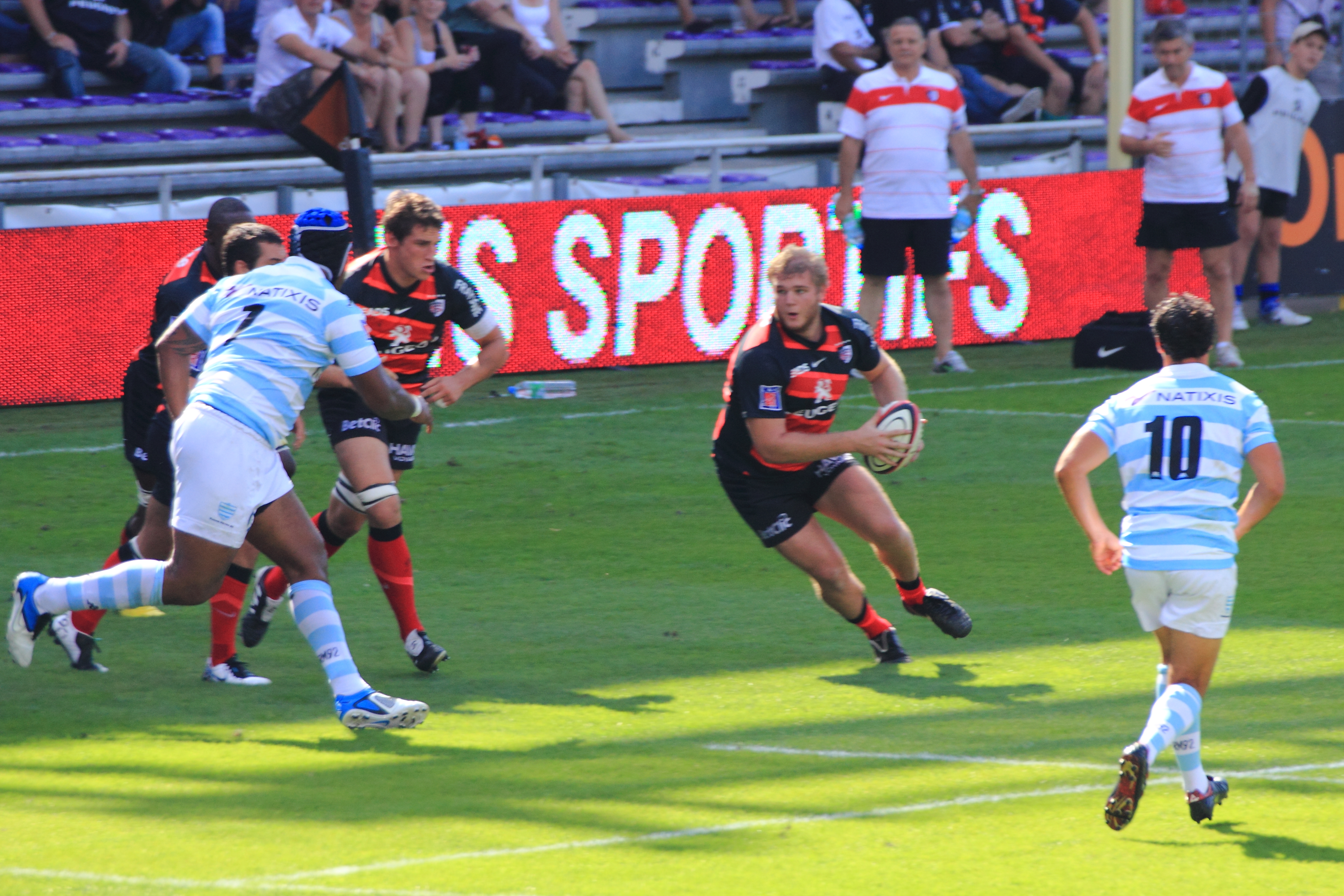
Gillian Galan charge face aux défenseurs du Racing Metro 92, au cours de la saison 2011-2012.

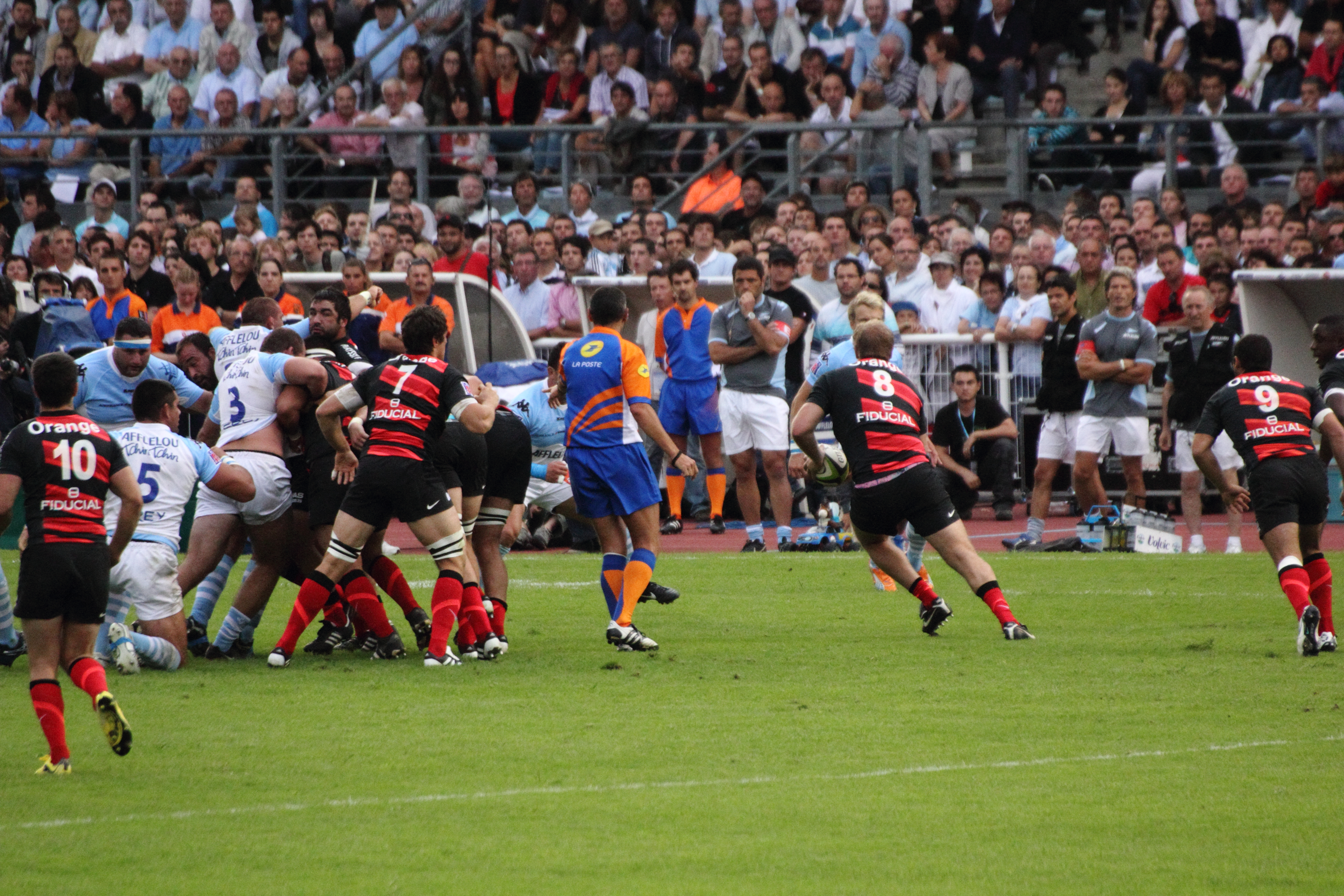
Départ petit côté de Galan pour faire une « 89 » avec Doussain.

Entré à 3 minutes du terme de la rencontre, il inscrit son premier essai lors d'un match face au Racing Metro 92, le 28 janvier 2012 (19-13), au Stade de France.

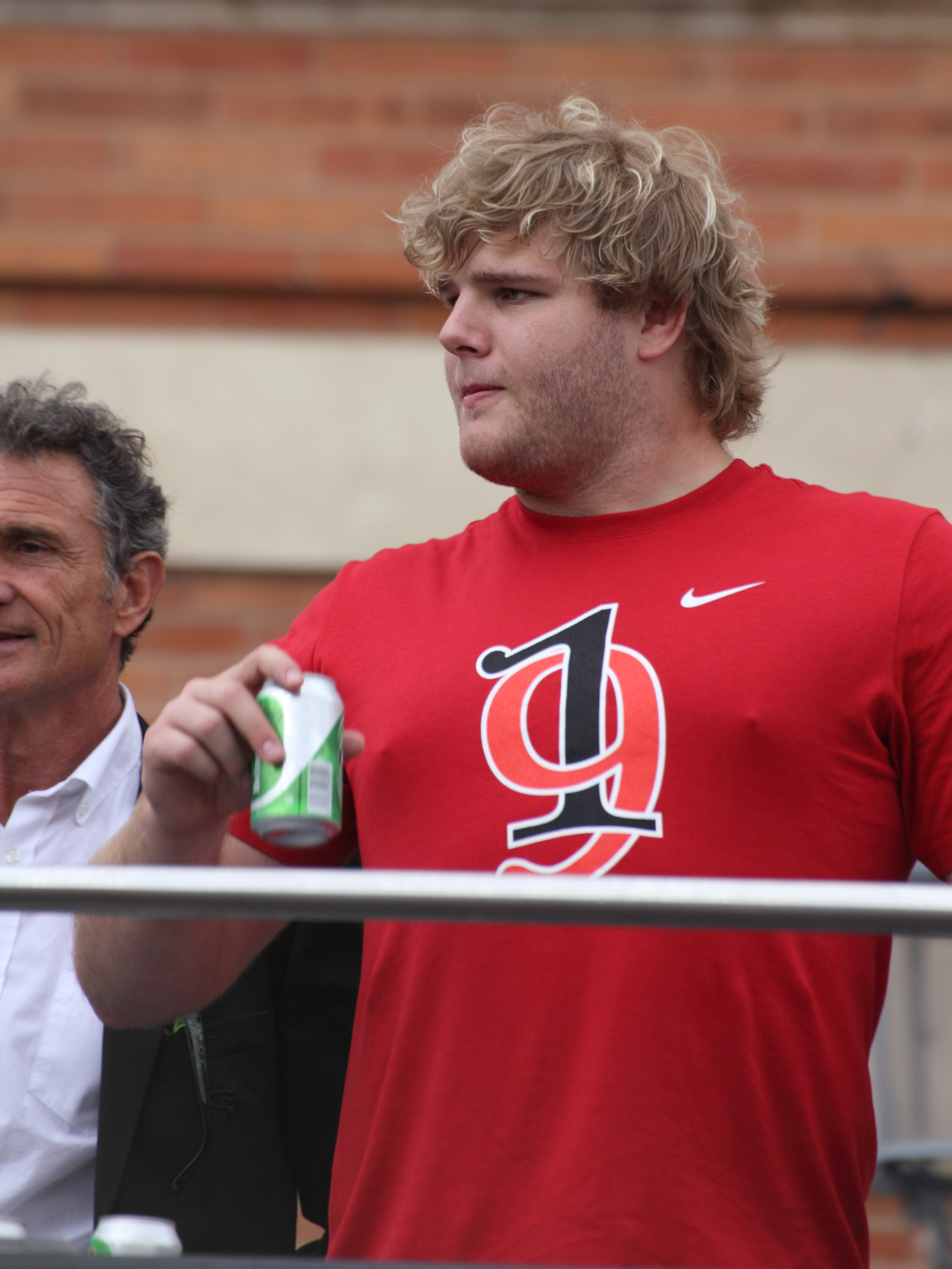
Gillian Galan fête le titre de champion de France en 2012 au Capitole de Toulouse.

La saison suivante, il dispute dix-sept rencontres de Top 14 et une rencontre de Coupe d'Europe, face à Perpignan.
Lors de la saison 2013-2014, Il enchaîne les matchs et devient un élément important de l'effectif toulousain. Ses bonnes prestations sont remarquées par Philippe Saint-André, sélectionneur du XV France, qui le sélectionne dans la liste cachée pour la tournée en Nouvelle Zélande en fin d'année 2013. 
Ses quelques blessures au cours de la saison 2014-2015 ne l'empêchent pas de participer à 14 matchs de Top 14, deux de coupe d'Europe et de faire partie la liste de 74 joueurs suivis par le staff du XV de France pour la Coupe du Monde 2015. Il est titulaire lors de la demi-finale du championnat, perdue face à Clermont (14-18), signe de la confiance que lui accorde Guy Novès, son manager. 
L'arrivée d'Ugo Mola à la tête du Stade toulousain et l'absence de Thierry Dusautoir et de Louis Picamoles, due à nouveau à la coupe du monde 2015, ne freine pas la dynamique du jeune numéro 8 qui prend part aux premiers matchs du championnat.
En mai 2017, il est sélectionné dans le groupe des Barbarians par Vern Cotter pour affronter l'Angleterre, le 28 mai à Twickenham puis l'Ulster à Belfast le 1er juin. Remplaçant lors du premier match, les Baa-Baas Britanniques s'inclinent finalement 28 à 14 face aux Anglais. Il n'est pas sur la feuille de match pour la victoire des Baa-Baas 43 à 28 en Irlande.
À partir de décembre 2018, ses entraîneurs Ugo Mola et Régis Sonnes utilisent également Gillian Galan au poste de deuxième ligne.
En 2020, il quitte Toulouse pour rejoindre le Lyon olympique universitaire rugby. Cependant, après les premiers entraînements, il est victime du syndrome de l'artère poplitée piégée. À la suite d'une opération, il est privé de la sensibilité de son pied gauche et ne joue aucun match de la saison. Il mettra un terme à sa carrière de rugbyman professionnel en 2020, à la suite de cette opération, et lancera sa marque de boisson deux ans après.

## Statistiques
| Saison                 | Club                   | Championnat | Championnat | Championnat | Coupe d'Europe     | Coupe d'Europe | Coupe d'Europe |
| Saison                 | Club                   | Compétition | M           | Ess.        | Compétition        | M              | Ess.           |
| ---------------------- | ---------------------- | ----------- | ----------- | ----------- | ------------------ | -------------- | -------------- |
| 2010-2011              | Stade toulousain       | Top 14      | 1           | -           | Coupe d'Europe     | -              | -              |
| 2011-2012              | Stade toulousain       | Top 14      | 18          | 2           | Coupe d'Europe     | 3              | -              |
| 2012-2013              | Stade toulousain       | Top 14      | 17          | 2           | Challenge européen | 1              | -              |
| 2013-2014              | Stade toulousain       | Top 14      | 21          | -           | Coupe d'Europe     | 3              | -              |
| 2014-2015              | Stade toulousain       | Top 14      | 14          | -           | Coupe d'Europe     | 2              | -              |
| 2015-2016              | Stade toulousain       | Top 14      | 23          | 7           | Coupe d'Europe     | 3              | 2              |
| 2016-2017              | Stade toulousain       | Top 14      | 18          | 3           | Coupe d'Europe     | 4              | 1              |
| 2017-2018              | Stade toulousain       | Top 14      | 13          | -           | Challenge européen | 2              | -              |
| 2018-2019              | Stade toulousain       | Top 14      | 13          | 2           | Coupe d'Europe     | 2              | -              |
| 2019-2020              | Stade toulousain       | Top 14      | 5           | 3           | Coupe d'Europe     | -              | -              |
| Total Stade toulousain | Total Stade toulousain | Top 14      | 143         | 19          | Coupes d'Europe    | 20             | 3              |
| 2020-2021              | Lyon OU                | Top 14      | -           | -           | Coupe d'Europe     | -              | -              |
| Total Lyon OU          | Total Lyon OU          | Top 14      | 0           | 0           | Coupes d'Europe    | 0              | 0              |
| Total                  | Total                  | Top 14      | 143         | 19          | Coupes d'Europe    | 20             | 3              |

## Palmarès
Stade toulousain
- Vainqueur du Championnat de France en 2011, 2012 et 2019

## Style de jeu
Philippe Lauga, journaliste à La Dépêche du Midi, liste ses qualités : « des pénétrations, des « 89 » jouées dans le bon tempo, de la bouteille, de la puissance, des mains pour bonifier des ballons moyens, de la présence défensive. Et de l'appétit ! ».
Pour Galan lui-même, « [il est] plutôt dense, c'est une de [ses] qualités premières. Après, [il a] beaucoup de défauts. Il [lui] manque beaucoup de replacement, beaucoup de courses et un peu plus de volume de jeu. »

## Anecdote

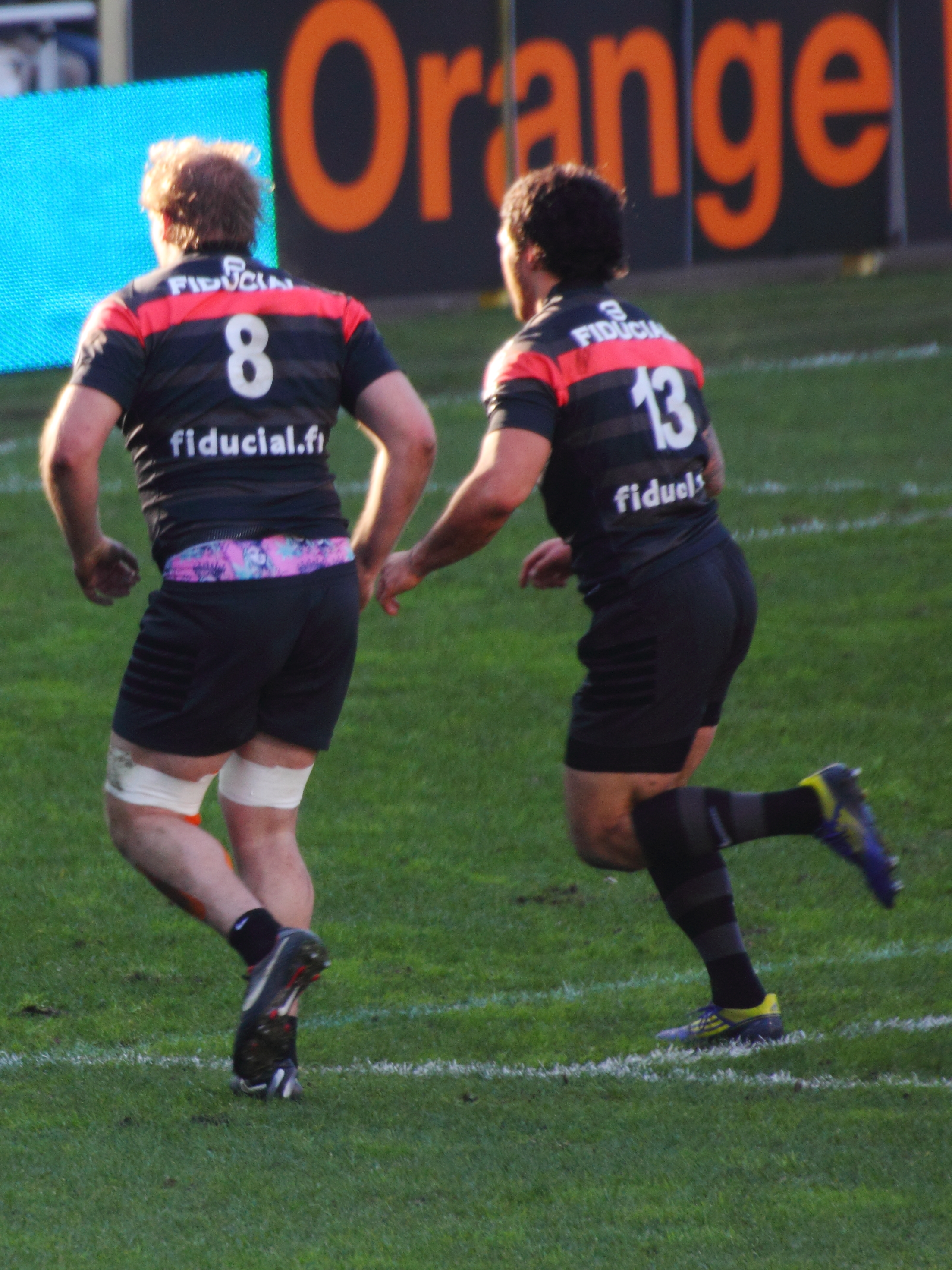
Gillian Galan avec son caleçon aux couleurs du Stade français.

Il porte les jours de match un caleçon aux couleurs du Stade français, offert par son oncle.